# Tyta reducta
Tyta reducta är en fjärilsart som beskrevs av Edward Alfred Cockayne 1951. Tyta reducta ingår i släktet Tyta och familjen nattflyn. Inga underarter finns listade i Catalogue of Life.